# Trichoniscus rhodiensis
Trichoniscus rhodiensis är en kräftdjursart som beskrevs av Arcangeli 1935F. Trichoniscus rhodiensis ingår i släktet Trichoniscus och familjen Trichoniscidae. Inga underarter finns listade i Catalogue of Life.